# 크레즐
크레즐(Crezl)은 2023년 방송된 JTBC 노래 경연 프로그램 팬텀싱어 4를 통해 결성된 대한민국의 크로스오버 사중창 그룹이다. 본선에 진출한 뒤 공식 데뷔했다. 크레즐(Crezl)이라는 이름은 'creative'라는 영어 단어와 한국어 단어 '즐겁다'(jeulgeopda)의 합성어로, 자신만의 개성과 개성이 묻어나는 음악을 즐기고 창작하겠다는, 그리고 다양한 음악 장르를 넘나들며 자신의 음악을 듣는 이들과 그 기쁨을 나누겠다는 포부를 담고 있다.
이 그룹은 아이돌 가수 조진호, 국악인 김수인, 성악가 이승민, 뮤지컬 배우 임규형으로 구성됐다. 인기 팬텀싱어 쇼의 사계절 동안 유례없이 크레즐은 팝, 뮤지컬, 서양 클래식, 국악은 각각의 독특한 색깔을 선보이면서 그 사이의 완벽한 조화를 보여준다.

## 음악 스타일
크레즐 멤버들은 그들의 다양한 음악적 배경과 경험이 더 넓은 관점과 다양한 음악 스타일을 실험할 수 있는 자유를 제공한다고 말했다. 멤버들은 결국 크레즐이 그들의 음악과 유사한 사운드를 설명하는 데 사용될 수 있기를 희망한다고 말했다.
팬텀싱어 4 프로그램의 다양한 공연(팝, 발라드, 재즈, 록)에서 볼 수 있듯이 크레즐 각 멤버의 보컬 다재다능함과 음악성은 그룹에 폭넓은 레퍼토리를 제공한다. 이승민의 부드럽고 따뜻한 바리톤 발성은 저음역의 닻을 내리고, 김수인의 국악 특유의 소울풀한 음색은 그룹 사운드에 독특한 엣지와 색감을 더해준다. 임규형과 조진호의 보컬은 드라마틱한 고음과 멜로딕한 하모니로 중간 스펙트럼을 가득 채운다. 마지막으로 크레즐의 라이브 퍼포먼스는 그룹의 강점으로 꼽혔는데, 이는 팬텀싱어4 경연 최종 라운드에서 유력하게 드러났다. 방송 내내 프로듀서들은 크레즐처럼 다양한 그룹이 장르의 경계를 넘나드는 음악을 선보이기 위해 이 프로그램을 만든 이유라고 말했다.
임규형은 최근 인터뷰에서 스스로를 “아주 다른 네 가지 색을 담은 팔레트 같은 그룹”이라고 표현했다. 멤버들은 또한 K팝 아이돌 조진호를 그룹의 일원으로 두는 것이 그들의 독특한 음악 조합을 통해 더 폭넓은 주류 및 글로벌 청중에게 어필하는 데 도움이 될 것이라고 언급했다.